# Списък на рекорди и статистика на Реал Мадрид
Реал Мадрид (на испански: Real Madrid Club de Fútbol, в превод Реал Мадрид Клуб де Футбол) е испански професионален футболен клуб от испанската столица Мадрид. Отборът е създаден през 1902 г. и е признат от ФИФА за най-успешния футболен клуб на 20 век. Реал Мадрид е 33 пъти шампион на Испания, носител на 19 Купи на Испания и рекордните 15 титли на Шампионската лига. До 1992 г. Шампионската лига се е наричала Купа на европейските шампиони, но оттогава се нарича Шампионска лига. Реал Мадрид е един от първите членове на ФИФА и на организацията Г-14.
Клубът играе своите домакински мачове на Стадион Сантяго Бернабеу, намиращ се в централната част на Мадрид.
Той е и най-богатият във футбола по отношение на приходи (€658 милиона за 2014 г.), позиция, на която е неизменно в продължение на дванадесет години и първи като най-скъпият клуб в света на стойност от $3,3 милиарда долара за 2013.
Изиграва първия си официален мач на 13 май 1902 г., когато излиза в полуфинална среща за Купата на краля. Реал Мадрид играе в Примера дивисион и е един от основателите на Ла Лига през 1929 година. Също така е и един от трите клуба, включително Барселона и Атлетик Билбао, които никога не са изпадали от лигата. Той също така е първият испански клуб участвал за Европейската купа и спечел Шампионската лига през 1955 г., като не участва само през сезони 1977/78 и 1996/97.
Този списък обхваща основните отличия, спечелени от Реал Мадрид и рекорди определени от клуба, техните ръководители и техните играчи. Включва информация на водещи голмайстори на клуба и тези, които са направили повечето мачове в първия отбор на Реал. Клубът държи рекорда за най-много европейски купи на УЕФА в Шампионската лига с общо 10 на брой и най-много титли в Испания – 32. Играчът с най-много мачове и голове е Раул, който има 741 официални мача в периода 1994 – 2010 и 323 гола във всички турнири по време своята кариера.

## Отличия
Към 30 август 2014, Реал Мадрид е носител на рекордните 32 титли в Испания и рекордните 10 в Шампионската лига. Клубът бе награден с признаването от ФИФА – за клуб на 20 век на 23 декември 2000 година. Той получи Ордена за заслуги на ФИФА през 2004 година. В допълнение към това на Реал е разрешено да се носят специална емблема на фланелките си по време на мачове от Шампионската лига, защото са спечелили повече от пет европейски купи.

### Регионални участия
- Регионално първенство / Трофей Манкомунадо:[14] 22 (рекорд)
  - 1904/05, 1905/06, 1906/07*, 1907/08, 1912/13, 1915/16, 1916/17, 1917/18, 1919/20, 1921/22, 1922/23, 1923/24, 1925/26, 1926/27, 1928/29, 1929/30, 1930/31, 1931/32, 1932/33, 1933/34, 1934/35, 1935/36

(* ФК Мадрид печели турнира, но футболната федерация на Мадрид анулира резултатите)

### Испански турнири

#### Първенство
- Примера дивисион:[15] 33 (рекорд)
  - 1931/32, 1932/33, 1953/54, 1954/55, 1956/57, 1957/58, 1960/61, 1961/62, 1962/63, 1963/64, 1964/65, 1966/67, 1967/68, 1968/69, 1971/72, 1974/75, 1975/76, 1977/78, 1978/79, 1979/80, 1985/86, 1986/87, 1987/88, 1988/89, 1989/90, 1994/95, 1996/97, 2000/01, 2002/03, 2006/07, 2007/08, 2011/12

2016/17

#### Купа
- Купа на краля:[15] 19
  - 1905, 1906, 1907, 1908, 1917, 1934, 1936, 1946, 1947, 1961/62, 1969/70, 1973/74, 1974/75, 1979/80, 1981/82, 1988/89, 1992/93, 2010/11, 2013/14

- Купа на Лигата:[15] 1
  - 1985

- Суперкупа на Испания:[15] 9
  - 1988, 1989*, 1990, 1993, 1997, 2001, 2003, 2008, 2012

(* Печели Купа на краля и Ла Лига)
- Купа Ева Дуарте: 1 (Предшественик на Суперкупата на Испания)
  - 1947*

(* Първи по рода си победител)

### Европейски турнири

#### Официални
- Европейска купа / Шампионска лига на УЕФА:[15] 15 (рекорд)
  - 1955/56*, 1956/57, 1957/58, 1958/59, 1959/60, 1965/66, 1997/98, 1999/2000, 2001/02, 2013/14, 2015/16, 2016/17,  2017/18, 2021/22 2023/24

(* Първи по рода си победител)
- Купа на УЕФА:[15] 2
  - 1984/85, 1985/86

- Суперкупа на УЕФА:[15] 2
  - 2002, 2014

#### Неофициални
- Латино купа:[15] 2 (рекорд) (Предшественик на Шампионска лига на УЕФА)
  - 1955, 1957

### Световни турнири

#### Официални
- Междуконтинентална купа по футбол:[15] 3 (рекорд) (Предшественик на Световно клубно първенство по футбол)
  - 1960*, 1998, 2002

(* Първи по рода си победител)
- Световно клубно първенство:[15] 1
  - 2014

#### Неофициални
- Small World Cup:[15] 2 (рекорд) (Предшественик на Междуконтинентална купа по футбол)
  - 1952*, 1956

(* Първи по рода си победител)

#### Други
- Copa Iberoamericana: 1 (рекорд)
  - 1994

### Приятелски турнири

#### Създадени от Реал Мадрид
- Трофей Сантяго Бернабеу: 24 (рекорд)
  - 1981, 1983, 1984, 1985, 1987, 1989, 1991, 1994, 1995, 1996, 1997, 1998, 1999, 2000, 2003, 2005, 2006, 2007, 2008, 2009, 2010, 2011, 2012, 2013

#### Създадени от други клубове
| - Трофей Сиудад де Аликанте (Trofeo Ciudad de Alicante): 10 - 1990, 1991, 1992, 1993, 1995, 1998, 2000, 2001, 2002, 2010 - Трофей Тереса Херера (Trofeo Teresa Herrera): 9 - 1949, 1953, 1966, 1976, 1978, 1979, 1980, 1994, 2013 - Трофей Рамон де Каранза (Trofeo Ramón de Carranza): 6 - 1958, 1959, 1960, 1966, 1970, 1982 - Трофей Сиудад де Палма: 4 - 1975, 1980, 1983, 1990 - Трофей Сиудад де Ла Линея: 4 - 1981, 1982, 1986, 1994. - Трофей Бахия де Картахена (Trofeo Bahía de Cartagena): 4 - 1994, 1998, 1999, 2001 - Трофей Коломбино (Trofeo Colombino): 3 - 1970, 1984, 1989 - Трофей Сиутат де Барселона (Trofeo Ciudad de Barcelona): 3 - 1983, 1985, 1988 - Трофей Еускади Асегарче: 3 - 1994, 1995, 1996 - Трофей Феста д'Елкс: 3 - 1984, 1985, 1999 - Трофей Сиудад де Виго (Ciudad de Vigo): 2 - 1981, 1982 - Трофей Оранж: 2 - 1990, 2003 | - World Football Challenge: 2 - 2011, 2012 - Трофей Бенито Виламарин: 1 - 1960 - Трофей Мохамед V: 1 - 1966 - Трофей Аньо Санто Компостелано: 1 - 1970 - Трофей Коста дел Соул: 1 - 1976 - Трофей Сиудад де Каракас: 1 - 1980 - Трофей Сентенарио АК Милан: 1 - 2000 - Трофей Хесус Гил: 1 - 2005 - Тачи Ойл Къп: 1 - 2010 - Купа Франц Бекенбауер: 1 - 2010 - npower Challenge Cup: 1 - 2011 - International Champions Cup - 2013 |

## Играчи

### Изиграни мачове
Статистиката включва само официално изиграни мачове.
- Последна промяна: 19 юли 2015 г.

|    | Име               | Години      | Шампионат | Купа | Евротунири | Други | Общо |
| -- | ----------------- | ----------- | --------- | ---- | ---------- | ----- | ---- |
| 1  | Раул              | 1994 – 2010 | 550       | 37   | 135        | 19    | 741  |
| 2  | Икер Касияс       | 1999 – 2015 | 510       | 40   | 152        | 23    | 725  |
| 3  | Мануел Санчис     | 1983 – 2001 | 524       | 67   | 99         | 21    | 711  |
| 4  | Карлос Сантилиана | 1971 – 1988 | 461       | 84   | 87         | 11    | 643  |
| 5  | Франсиско Хенто   | 1953 – 1971 | 428       | 75   | 96         | 6     | 605  |
| 6  | Фернандо Йеро     | 1989 – 2003 | 439       | 40   | 101        | 18    | 598  |
| 7  | Хосе Камачо       | 1973 – 1989 | 414       | 61   | 90         | 12    | 577  |
| 8  | Пири              | 1964 – 1979 | 417       | 67   | 75         | 2     | 561  |
| 9  | Мичел             | 1981 – 1996 | 404       | 53   | 89         | 14    | 560  |
| 10 | Гути              | 1995 – 2010 | 386       | 40   | 101        | 14    | 541  |

Евротунири включва Шампионска лига

Други турнири включват Суперкупа на Испания, Суперкупа на Европа, Междуконтинентална купа и Световно клубно първенство

#### Други
- Играч с най-много купи с Реал Мадрид – 23,  Франсиско Хенто
- Най-млад играч в първия отбор: 16 години, 157 дни –  Мартин Йодегаард v Хетафе, Примера дивисион 2014/15, 23 май 2015
- Най-стар след ВСВ: – 38 години, 233 дни – / Ференц Пушкаш v Севиля, Примера дивисион 1965/66, 21 ноември 1965
- Най-много мачове на чуждестранен играч във всички състезания: 527 –  Роберто Карлош
- Най-много мачове на чуждестранен играч в Ла Лига: 370 –  Роберто Карлош
- Най-много последователно изиграни мачове в Ла Лига: 171 –  Алфредо ди Стефано – от 27 септември 1953 до 22 февруари 1959
- Най-много мачове за Суперкупа на Испания: 12
  -  Раул
  -  Икер Касияс
- Най-много мачове за Суперкупа на УЕФА: 3
  -  Раул
  -  Роберто Карлош
  -  Икер Касияс
- Най-много мачове за Световно клубно първенство: 5 –  Икер Касияс

### Голмайстори
Статистиката включва само официално изиграни мачове.
- Последна промяна: 11 юли 2019

|    | Име                  | Години      | Шампионат | Купа    | Евротурнири | Други1 | Общо      |
| -- | -------------------- | ----------- | --------- | ------- | ----------- | ------ | --------- |
| 1  | 🇵🇹Кристиано Роналдо  | 2009-2018   | 311(292)  | 22(30)  | 113(89)     | 4(17)  | 450 (438) |
| 2  | 🇪🇸Раул               | 1994-2010   | 225 (500) | 18(37)  | 66(132)     | 11(22) | 313 (300) |
| 3  | / Алфредо ди Стефано | 1953 – 1964 | 216 (282) | 39 (50) | 49 (58)     | 3 (6)  | 307 (396) |
| 4  | Карлос Сантиляна     | 1971 – 1988 | 186 (461) | 49 (84) | 47 (87)     | 7 (13) | 289 (645) |
| 5  | / Ференц Пушкаш      | 1958 – 1966 | 156 (180) | 49 (41) | 35 (39)     | 2 (2)  | 242 (262) |
| 6  | Уго Санчес           | 1985 – 1992 | 164 (207) | 19 (37) | 23 (39)     | 2 (4)  | 209 (287) |
| 7  | Франсиско Хенто      | 1952 – 1970 | 126 (428) | 20 (75) | 31 (96)     | 4 (6)  | 183 (605) |
| 8  | Пири                 | 1964 – 1979 | 123 (417) | 26 (67) | 22 (75)     | 0 (2)  | 171 (561) |
| 9  | Емилио Бутрагеньо    | 1983 – 1995 | 122 (341) | 16 (39) | 25 (75)     | 7 (8)  | 170 (463) |
| 10 | Амансио              | 1962 – 1976 | 119 (344) | 14 (58) | 22 (67)     | 0 (2)  | 155 (471) |

1Други турнири включват Суперкупа на Испания, Суперкупа на Европа и Световно клубно първенство
* В скоби са посочени изиграните мачове

#### Други
- Най-много голове във всички турнири: 323 –  Раул, 1994 – 2010
- Най-много голове в Ла Лига: 228 –  Раул, 1994 – 2010
- Най-много голове за Купата на Испания: 49
  - / Ференц Пушкаш, 1958 – 1966
  -  Карлос Сантилиана, 1971 – 1988
- Най-много голове за Купата на лигата: 7 –  Карлос Сантилиана, 1971 – 1988
- Най-много голове за Суперкупата на Испания: 7 –  Раул, 1994 – 2010
- Най-много голове в Международни турнири1: 70 –  Раул, 1994 – 2010
- Най-много голове в Европейски турнири2: 67 –  Раул, 1994 – 2010
- Най-много голове в Европейска купа: 49 –  Алфредо ди Стефано, 1953 – 1964
- Най-много голове в Шампионска лига: 66 –  Раул, 1994 – 2010
- Най-много голове за КНК: 11 –  Карлос Сантилиана, 1971 – 1988
- Най-много голове в Купа на УЕФА/Лига Европа: 15 –  Карлос Сантилиана, 1971 – 1988
- Най-много голове за Суперкупата на УЕФА: 2 –  Кристиано Роналдо
- Най-много голове в Междуконтиненталната купа: 2 – / Ференц Пушкаш, 1958 – 1966
- Най-много голове в Световното клубно първенство: 3 –  Никола Анелка, 1999 – 2000

1Включва турнирите Междуконтинентална купа и Световно клубно първенство.
2Включва Европейска купа / Шампионска лига, Купа на носителите на купи, Купа на УЕФА/Лига Европа, Суперкупата на УЕФА и Интертото.

#### В един сезон
- Най-много голове в един сезон във всички турнири: 61 –  Кристиано Роналдо, 2014 – 15
- Най-много голове в един сезон в Ла Лига: 48 –  Кристиано Роналдо, 2014 – 15
- Най-много голове в един сезон в Купа на Испания: 14 – / Ференц Пушкаш, 1960 – 61
- Най-много голове в един сезон в Купа на лигата: 4 –  Карлос Сантилиана, 1982 – 83
- Най-много голове в един сезон в Шампионска лига: 12 – / Ференц Пушкаш, 1959 – 60
- Най-много голове в един сезон в Шампионска лига: 17 –  Кристиано Роналдо, 2013 – 14
- Най-много голове в един сезон в Купа на носителите на купи: 8 –  Карлос Сантилиана, 1982 – 83

#### В един мач
- За Ла Лига: 5 гола
  -  Мануел Алдай v Еспаньол, 28 февруари 1943
  -  Антонио Алсуа v Кастельон, 2 февруари 1947
  -  Мигел Муньоз v Леида, 30 януари 1951
  -  Пепило v Елче, 7 февруари 1960
  - / Ференц Пушкаш v Елче, 22 януари 1961
  -  Фернандо Мориентес v Лас Палмас, 9 февруари 2002
  -  Кристиано Роналдо v Гранада, 5 април 2015

- За Купа на Испания: 6 гола
  -  Бенгурия v Естремадура, 6 март 1927
  - / Ференц Пушкаш v Бетис, 18 юни 1961

- За Купа на лигата: 3 гола
  -  Карлос Сантилиана v Сарагоса, 22 юни 1983

- За Суперкупа на Испания: 3 гола
  -  Раул v Сарагоса, 22 август 2001

- За Суперкупа на Европа: 2 гола
  -  Кристиано Роналдо v Севиля, Суперкупа на УЕФА 2014, 12 август 2014

- За Шампионска лига: 4 гола
  - / Ференц Пушкаш v Айнтрахт – Финал 1959 – 60 и v Фейенорд – Предварителен кръг 1965 – 66
  -  Алфредо ди Стефано v Севиля – 1/4 финал 1957 – 58 и v Винер Спорт Клуб – 1/4 финал 1958 – 59
  -  Уго Санчес v Сваровски Тирол – Втори кръг 1990 – 91

- За Междуконтинентална купа: 2 гола
  - / Ференц Пушкаш v Пенярол, 4 септември 1960

- За Световно клубно първенство: 2 гола
  -  Никола Анелка v Коринтианс, 7 януари 2000
  -  Кристиано Роналдо v Севиля, 12 август 2014

#### Други
- Най-млад голмайстор: 17 години, 114 дни –  Роберто Ривера v Селта – сезон 1994/95, 10 юни 1995
- Най-стар голмайстор след ВСВ: 38 години, 233 дни – / Ференц Пушкаш v Севиля – сезон 1965/66, 21 ноември 1965
- Най-много отбелязани голове на финал за ШЛ: 7
  - / Ференц Пушкаш, четири през 1960 и три през 1962
  -  Алфредо ди Стефано, един през 1956, 1957, 1958, 1959 и три през 1960
- Най-бърз гол:
  - 12 секунди –  Иван Саморано v Севиля – сезон 1994/95, 3 септември 1994[19]
  - 14 секунди –  Роналдо v Атлетико Мадрид – сезон 2003/04, 3 декември 2003[20]
- Най-бързият Хеттрик: 8 минути –  Пепило II v Реал Сосиедад – сезон 1959/60, 10 април 1960[21]
- Най-бързи четири гола: 24 минути  Кристиано Роналдо v Гранада, 5 април 2015
- Най-бързи четири гола: 25 минути – / Ференц Пушкаш v Айнтрахт – сезон КЕШ 1960/61, 18 май 1960[22]
- Най-бързи пет гола: 39 минути –  Пепило II v Елче – сезон 1959/60, 7 февруари 1960
- Най-много хеттрикове в Ла Лига: 27 –  Кристиано Роналдо, 2009–
- Най-много хеттрикове в един сезон: 8 –  Роналдо, сезон 2014/15 (6 пъти за първенство–два пъти с по 4 гола и един за купата), сезон 2011/12 (7 пъти за първенството), 2014/15 (8 пъти за първенството)

#### Исторически голове
| Гол            | Име             | Дата              | Мач                          |
| -------------- | --------------- | ----------------- | ---------------------------- |
| 1-ви гол       | Артър Джонсън   | 13 май 1902       | Барселона 3 – Реал Мадрид 1  |
| 1-ви в Ла Лига | Хайме Ласкано   | 10 февруари 1929  | Реал Мадрид 5 – Европа 0     |
| 1-ви в ЕКТ     | Мигел Муньос    | 8 септември 1955  | Сервет 0 – Реал Мадрид 2     |
| 1000 в Ла Лига | Паиньо          | 5 ноември 1950    | Атлетик 2 – Реал Мадрид 5    |
| 1000 в ЕКТ     | Карим Бензема   | 16 септември 2014 | Реал Мадрид 5 – Базел 1      |
| 2000 в Ла Лига | Франсиско Хенто | 9 ноември 1963    | Реал Мадрид 3 – Понтеведра 1 |
| 3000 в Ла Лига | Хуанито         | 20 януари 1982    | Саламанка 1 – Реал Мадрид 3  |
| 4000 в Ла Лига | Иван Саморано   | 22 декември 1994  | Валядолид 0 – Реал Мадрид 5  |
| 5000 в Ла Лига | Гути            | 14 септември 2008 | Реал Мадрид 4 – Нумансия 3   |

### Национален отбор
- Първият национал за Испания: Хуан Монхардин v Португалия  (17 декември 1922)
- Най-много мачове за Испания: 161 – Икер Касиляс, Испания
- Най-много мачове като играч на Реал Мадрид: 161 – Икер Касиляс, Испания
- Най-много голове за национален отбор: 84 Ференц Пушкаш Унгария
- Най-много голове за национален отбор като играч на Реал Мадрид: 44 Раул, Испания

### Спечелени награди
Златна топка (1956 – 2009)
Следните играчи са спечелили Златна топка на Франс Футбол, докато са играчи на Реал Мадрид.
- Алфредо ди Стефано – 1957, 1959
- Раймон Копа – 1958
- Луиш Фиго – 2000
- Роналдо – 2002
- Фабио Канаваро – 2006

Златна топка на ФИФА
Следните играчи са спечелили Златна топка на ФИФА, докато са играчи на Реал Мадрид.
- Кристиано Роналдо – 2013, 2014

Златна обувка
Следните играчи са спечелили Златна обувка, докато са играчи на Реал Мадрид.
- Уго Санчес (38 гола) – 1990
- Кристиано Роналдо (40 гола) – 2011, (31 гола) – 2014, (48 гола) – 2015

Футболист на годината на УЕФА
Следните играчи са спечелили Футболист на годината на УЕФА, докато са играчи на Реал Мадрид.
- Фернандо Редондо – 2000
- Зинедин Зидан – 2002

Футболист на годината на ФИФА
Следните играчи са спечелили, докато са играчи на Реал Мадрид.
- Луиш Фиго – 2001
- Роналдо – 2002
- Зинедин Зидан – 2003
- Фабио Канаваро – 2006

На-добър футболист в Европа на УЕФА
- Кристиано Роналдо – 2013/14

### Трансфери

#### Най-скъпи покупки
През лятото на 2013 г., Реал Мадрид купува Гарет Бейл от английския Тотнъм, но трансферната сума остава в тайна, която според съобщения в медиите е между 78 и 85 милиона паунда. Ако се сумата се окаже истина то тя надминава предишния рекорд от 80 млн. паунда, които клубът плаща на Манчестър Юнайтед за Кристиано Роналдо през 2009 година.
|    | Играч             | От                | Трансферна цена (£ млн.) | Дата           | Източници            |
| -- | ----------------- | ----------------- | ------------------------ | -------------- | -------------------- |
| 1  | Кристиано Роналдо | Манчестър Юнайтед | 80                       | юни 2009       | [ 26 ]               |
| 2  | Гарет Бейл        | Тотнъм            | 78 – 85                  | септември 2013 | [ 27 ] [ 28 ] [ 29 ] |
| 3  | Хамес Родригес    | Монако            | 63                       | юли 2014       | [ 30 ]               |
| 4  | Кака              | Милан             | 56                       | юли 2009       | [ 31 ]               |
| 5  | Зинедин Зидан     | Ювентус           | 45                       | юли 2001       | [ 32 ]               |
| 6  | Луиш Фиго         | Барселона         | 37                       | юли 2000       | [ 33 ]               |
| 7  | Асиер Ияраменди   | Реал Сосиедад     | 34                       | юли 2013       | [ 34 ]               |
| 8  | Карим Бензема     | Лион              | 30                       | август 2009    | [ 35 ]               |
| 9  | Шаби Алонсо       | Ливърпул          | 30                       | август 2009    | [ 36 ]               |
| 10 | Лука Модрич       | Тотнъм            | 30                       | септември 2012 | [ 37 ]               |
| 11 | Роналдо           | Интер             | 28                       | юли 2002       | [ 38 ]               |

#### Най-скъпи продажби
Най-скъпата продажба на клуба става на 26 август 2014, на Анхел Ди Мария към английския Манчестър Юнайтед за сумата от £59.7 милиона паунда.
|    | Играч            | Към               | Трансферна цена (£ млн.) | Дата           | Източници |
| -- | ---------------- | ----------------- | ------------------------ | -------------- | --------- |
| 1  | Анхел Ди Мария   | Манчестър Юнайтед | 59.7                     | август 2014    | [ 39 ]    |
| 2  | Месут Йозил      | Арсенал           | 42.4                     | септември 2013 | [ 40 ]    |
| 3  | Гонсало Игуаин   | Наполи            | 34.5                     | юли 2013       | [ 41 ]    |
| 4  | Робиньо          | Манчестър Сити    | 32.5                     | септември 2008 | [ 42 ]    |
| 5  | Никола Анелка    | Пари Сен Жермен   | 22                       | юли 2000       | [ 43 ]    |
| 6  | Арен Робен       | Байерн Мюнхен     | 22                       | август 2009    | [ 44 ]    |
| 7  | Майкъл Оуен      | Нюкасъл           | 17                       | септември 2005 | [ 45 ]    |
| 8  | Клод Макелеле    | Челси             | 16                       | септември 2003 | [ 46 ]    |
| 9  | Уесли Снейдер    | Интер             | 14                       | август 2009    | [ 47 ]    |
| 10 | Клас-Ян Хюнтелар | Милан             | 13                       | август 2009    | [ 48 ]    |

## Треньорски рекорди
- Първият треньор на клуба:  Артър Джонсън
- Най-дълго време треньор:  Мигел Муньос – 15 години от февруари 1959 до април 1959 и от април 1960 г. до януари 1974
- Най-много мачове като треньор:  Мигел Муньос – 604 мача

## Рекорди на отбора

### Мачове
- Първи официален мач: 1 – 3 v Барселона, Копа де ла Коронацион 1902, (1/2 финал), 13 май 1902
- Първи мач в Ла Лига: 5 – 0 v Европа, 10 февруари 1929
- Първи мач на Сантяго Бернабеу: 3 – 1 v Белененсеш, 14 декември 1947
  - Първи официален мач на Сантяго Бернабеу: 3 – 1 v Еспаньол, 18 декември 1947
- Първи мач за Европейската купа: 2 – 0 v Сервет, КЕШ 1955/56 (1-ви кръг – Първи мач), 8 септември 1955
- Първи мач за Шампионска лига: 0 – 1 v Аякс, Шампионска лига 1995/96, (групова фаза), 13 септември 1995
- Първи мач за Купата на УЕФА: 2 – 1 v Базел, Купа на УЕФА 1971/72, (1-ви кръг – Първи мач), 15 септември 1971
- Първи мач за КнК: 0 – 0 v Хибърниънс, КнК 1970/71, (1-ви кръг – Първи мач), 17 септември 1970
- Първи мач за Суперкупа на УЕФА: 0 – 1 v Челси, Суперкупа на УЕФА 1998, 28 август 1998
- Първи мач за Междуконтинентална купа: 0 – 0 v Пенярол, (първи мач), 3 юли 1960
- Първи мач за Световно клубно първенство: 3 – 1 v Ал Насър, Световно клубно първенство 2000, (групова фаза), 5 януари 2000
- Първи мач за Латинска купа: 2 – 0 v Белененсеш, (Полуфинал), 22 май 1955
- Първи мач за Пакуена Копа дел Мундо де Клубес (Pequeña Copa del Mundo de Clubes): 3 – 2 v Ла Сале, 13 юли 1952

#### Рекордни победи
- Рекордна победа: 11 – 1 v Барселона (Купа на Генерала 1942/43)
- Рекордна победа в първенство: 11 – 2 v Елче (Сезон 1959/60)
- Рекордна победа за Купата: 11 – 1 v Барселона (тогавашна Купа на Генерала 1942/43)
- Рекордна победа в Европа: 9 – 0 v Б-1909 (Сезон 1961/62
- Рекордна домакинска победа: 11 – 1 v Барселона (Купа на Генерала 1942/43)
- Рекордна победа като гост:
  - 0 – 7 v Прогрес Нидеркорн (Сезон КЕШ 1978/79
  - 1 – 7 v Реал Сарагоса (Сезон Ла Лига 1987/88
  - 2 – 8 v Ла Коруня (Сезон Ла Лига 2014/15)

#### Рекордни загуби
- Рекордна загуба: 8 – 1 v Еспаньол (Ла Лига 1929/30)
- Рекордна загуба в първенство: 8 – 1 v Еспаньол (Ла Лига 1929/30)
- Рекордна загуба за Купата: 6 – 0 v Валенсия (Сезон 1998/99)
- Рекордна загуба в Европа:
  - 5 – 0 v Кайзерслаутерн (Купа на УЕФА 1981/82)
  - 5 – 0 v Милан (КЕШ 1988/89)
- Рекордна загуба като домакин: 0 – 6 v Атлетик Билбао (Ла Лига 1930/31)
- Рекордна загуба като гост: 8 – 1 v Еспаньол (Ла Лига 1929/30)

#### Поредици
- Най-дълго без загуба (всички големи турнири): 34 мача (Сезон 1988/89)
- Най-дълго без загуба (за първенство): 31 мача (от 36 кръг на сезон 1987/88, до 28 кръг на сезон 1988/89)
- Най-дълго без загуба като домакин (за първенство): 121 мача (от сезон 1956/57 до сезон 1964 – 65)[49]
- Най-дълга победна серия (за първенство): 15 мача (Ла Лига 1960/61)
- Най-дълга победна серия (за първенство и Шампионска лига): 18 мача (Сезон 2014/15)
- Най-дълга победна серия (за първенство, Купа на Испания и Шампионска лига): 20 мача (Сезон 2014/15)
- Най-дълга победна серия (за първенство, Купа на Испания, Шампионска лига и Световно клубно): 22 мача (Сезон 2014/15)
- Най-дълга победна серия от първия мач за сезона (първенство): 9 мача (Ла Лига 1968/69)
- Най-дълга серия от загуби (първенство): 5 мача (от кръг 34 на сезон 2008/09 до кръг 38 на сезон 2008/09)
- Най-дълга серия от равни мачове (първенство): 4 мача (Ла Лига 2006/07)
- Най-дълга серия без победа (първенство): 9 мача (Ла Лига 1984/85)
- Най-дълга серия със спечелени точки (първенство): 35 мача (от сезон 1951/52 до сезон 1952/53)
- Най-дълга серия без спечелени точки (първенство): 3 мача (сезон 2001/02)
- Най-дълга серия без допуснат гол (първенство): 7 мача (сезон 1997/98)
- Най-дълга серия без допуснат гол (първенство и купа): 8 мача (Сезон 2013/14)
- Най-дълга серия без допуснат гол (купа): 8 мача (Сезон 2013/14)

#### Победи/равенства/загуби в един сезон
- Най-много победи в един сезон (първенство): 32 от 38 мача (Ла Лига 2011/12)
- Най-много победи като домакин в един сезон (първенство): 18 от 19 мача (Ла Лига 1987/88, Ла Лига 2009/10)
- Най-много победи като гост в един сезон (първенство): 16 от 19 мача (Ла Лига 2011/12)
- Най-много равни в един сезон (първенство): 15 от 34 мача (сезон 1978/79)
- Най-много загуби в един сезон (първенство): 13 от 34 мача (сезон 1973/74)
- Най-малко победи в един сезон (първенство): 7 от 18 мача (сезон 1929/30)
- Най-малко равни в един сезон (първенство):
  - 1 от 18 мача (сезон 1929)
  - 1 от 22 мача (сезон 1934/35 и 1939/40)
- Най-малко загуби в един сезон (първенство): 0 от 18 мача (сезон 1931/32)

#### Голове
- Най-много отбелязани голове в един сезон (първенство): 121 (Сезон 2011/12)
- Най-много отбелязани голове в един сезон (всички турнири): 174 (Сезон 2011/12)
- Най-малко отбелязани голове в един сезон (първенство): 24 (Сезон 1930/31)
- Най-много допуснати голове в един сезон (първенство): 71 (сезон 1950/51)
- Най-малко допуснати голове в един сезон (първенство): 15 (сезон 1931/32)

#### Точки
- Най-много спечелени точки в един сезон:
  - Две точки за победа: 66 от 44 мача (сезон 1986/87)
  - Три точки за победа: 100 от 38 мача (Сезон 2011/12)
- Най-малко спечелени точки в един сезон:
  - Две точки за победа: 17 от 18 мача (сезон 1929/30)
  - Три точки за победа: 70 от 42 мача (Сезон 1995/96)